# 达崩觉
达崩觉（Tar Bone Kyaw），缅甸掸邦德昂族政治、军事领导人，崩龙邦解放阵线（PSLF）总书记，德昂民族解放军二把手。

## 军事生涯
达鹏觉原本是崩龙邦解放组织/军（PSLO/A）的一份子，直到1991年与政府签署了停火协议。崩龙邦解放组织/军解散后，达鹏觉和另一名德昂族领导者达艾鹏一起成立了崩龙邦解放阵线（PSLF）及其下属武装力量德昂民族解放军（TNLA），继续为德昂族的民族自决而奋斗。